# Michelangelo Superstar
Michelangelo Superstar è un cortometraggio del 2005 diretto da Martin Papirowski e Wolfgang Ebert e basato sulla vita del pittore italiano Michelangelo Buonarroti.